# Jaguszewice
Jaguszewice – wieś w Polsce położona w województwie kujawsko-pomorskim, w powiecie brodnickim, w gminie Jabłonowo Pomorskie.

## Podział administracyjny
W latach 1975–1998 miejscowość administracyjnie należała do województwa toruńskiego.

## Demografia
Według Narodowego Spisu Powszechnego (III 2011 r.) liczyły 198 mieszkańców. Są czternastą co do wielkości miejscowością gminy Jabłonowo Pomorskie.

## Historia
W pobliżu wsi znajduje się wczesnośredniowieczne grodzisko.
Do 2024 r. na terenie wsi znajdował się dwór, który powstał II połowie XIX wieku. Był własnością rodziny Rutkowskich. W księdze adresowej z 1909 roku jako właściciel majątku wymieniony jest R. Działowski. Z kolei według ksiąg adresowych z lat 1923 i 1929 majątek był w posiadaniu rodziny Mossakowskich. Po zakończeniu II wojny światowej został przejęty przez Skarb Państwa. Od 1956 roku mieścił się w nim PGR. Później był własnością prywatną spółki pracowniczej Rolmil. Od lat 90. nie był użytkowany. Niezadbany przez właściciela dwór i popadający w ruinę został rozebrany, dziś po dawnym zespole dworsko-folwarcznym jedyną pozostałością jest neogotycki spichlerz z wieżą.